# Tingwick
Tingwick est une municipalité québécoise située dans la MRC d'Arthabaska, dans la région administrative du Centre-du-Québec. Elle est située dans la circonscription électorale provinciale de Drummond–Bois-Francs et fédérale de Richmond-Arthabaska.

## Toponymie
Selon la Commission de toponymie du Québec, le nom de la municipalité reprend celui du canton. Tingwick évoque un village du Buckinghamshire : Tingewick.

## Histoire

### Le canton
Le canton de Tingwick fut créé en 1804. Il contient 11 rangs qui se subdivisent en 29 lots. Cinq municipalités se partagent ce canton. Warwick  possèdent le premier rang. Saint-Rémi-de-Tingwick occupe du neuvième au onzième rang. Chesterville possèdent au total quatre lots au sixième et septième rang. Asbestos possède le terrain au sud des Trois Lacs. La municipalité de Tingwick occupe le reste du territoire.
|  |

### Chronologie
- Le canton de Tingwick est créé en 1804. Il fait partie des cantons de l'est situés au sud-est de la province de Québec.
- En 1810, le gouverneur James Henry Craig fait bâtir un chemin qu'va porter son nom. Il devait relier la ville de Québec à Boston. Le chemin Craig traverse Tingwick et il sera la principale voie pour la colonisation.
- Arrivée de ses premiers habitants vers 1820. Ils sont majoritairement anglophones et ils s'installent principalement au sud de Tingwick. Les canadiens français vont venir s'y établir progressivement au cours des prochaines décennies.
- En 1863, formation de 2 municipalités dans le canton soit Chénier au nord et Tingwick au sud. Le nom de Chénier fait référence au patriote Jean-Olivier Chénier.
- En 1870, le premier rang de Tingwick passe à la municipalité de Warwick.
- En 1881, formation à l'est du canton d'une nouvelle municipalité soit Saint-Rémi de Tingwick.
- 1905 à 1908, le village devint la municipalité de Pontgravé. Elle fut de nouveau annexée par Chénier en 1908.
- En 1981, fusion des municipalités de Tingwick et de Chénier. Le nouveau nom est la municipalité de Tingwick[3].

## Géographie
La municipalité de Tingwick s'étend du deuxième rang du canton du même nom au septième rang dans sa partie nord et jusqu'au neuvième rang dans sa partie sud. Tingwick se trouve à la limite des plaines du Saint-Laurent et de la région montagneuse des monts Notre-Dame. La principale formation rocheuse est les schistes à chlorite. Deux rivières prennent leur source à l'intérieur de Tingwick soit la rivière des Pins au nord et la rivière des Rosiers plus au sud. Le lac Trois-Lacs, un élargissement de la rivière Nicolet Sud-Ouest, est situé à l'extrémité sud de Tingwick.

## Démographie
| 1996  | 2001  | 2006  | 2011  | 2016  | 2021  |
| ----- | ----- | ----- | ----- | ----- | ----- |
| 1 278 | 1 339 | 1 458 | 1 395 | 1 410 | 1 484 |

## Administration
| Tingwick Maires depuis 2001                                                                                          |                     |         |          |
| Élection | Maire               | Qualité | Résultat |
| 2001 | Paul-Émile Simoneau |         | Voir     |
| 2005 | Paul-Émile Simoneau | Voir    |          |
| 2009 | Paul-Émile Simoneau | Voir    |          |
| 2013 | Réal Fortin         |         | Voir     |
| 2017 | Réal Fortin         | Voir    |          |
| 2021 | Réal Fortin         | Voir    |          |
| Élection partielle en italique Depuis 2005, les élections sont simultanées dans toutes les municipalités québécoises |                     |         |          |

## Culture

### Sport
La petite ville de Tingwick héberge un centre de ski. C'est le mont Gleason. Il se situe à la frontière de Warwick et Tingwick.
La piste cyclable du parc linéaire des Bois-Francs est sur l'ancien tracé du chemin de fer. Il fait partie du réseau de la route verte. Dans la ville, il y a un terrain de jeu avec baseball en été et patinoire extérieure en hiver.

### Événements
Festival du Rodéo mécanic de Tingwick en août, avec son célèbre concours de Wet T-Shirts.
Le plus gros rassemblement de moto au Québec.

## Économie
Agriculture dont production laitière, bovins de boucherie, porcs, ovins, érablières produisant le sirop d'érable, production de miel et culture de framboises. Usine de coffres-forts Sécurifort, microbrasserie Multi-Brasses ainsi qu'un vignoble.

## Infrastructures
- Hôtel de Ville et édifice Municipaux.
- Église catholique Saint Patrice depuis 1857. La paroisse fait partie du diocèse de Nicolet.
- École primaire Saint-Cœur de Marie faisant partie de la Commission scolaire des Bois-Francs.
- Salle Chénier